# Universitat Ibn Zohr
La Universitat Ibn Zohr (àrab: جامعة ابن زهر, Jāmiʿat Ibn Zuhr) és una universitat pública que es troba a Agadir, al Marroc. Creada el 1989, la universitat pren el nom de l'erudit andalús Ibn Zhor el-Iyadi conegut com Avenzoar.
La universitat ofereix cursos en les principals disciplines de Ciència i Tecnologia, Dret i Economia, Lletres i Ciències Humanes. Té nou facultats i sis escoles. Els 163 cursos s'estructuren segons la LMD Arquitectura d'Educació Superior - Llicència, Màster i Doctorat.

## Facultats
La universitat compta amb diversos programes de doctorat, instituts de recerca, estudiants de doctorat i investigadors en els següents programes de recerca:
- Ordenació del Territori, Societats, Migració i Desenvolupament Sostenible
- Química Fonamental i Aplicada
- Dret Públic i Dret Privat
- Economia i Gestió
- Zones antropitzades: riscos ambientals i fragilitat socioeconòmica
- Geociències i Geoambient
- Història regional del sud del Marroc
- Llengües i Comunicació
- Matemàtiques, Informàtica i Aplicacions
- Patrimoni i desenvolupament
- Ciències de la Vida i Recursos Naturals
- Ciència i tecnologia de gestió
- Enginyeria Ciència i Tecnologia
- Ciència, Tecnologia i Enginyeria
- النص والخطاب
- Ciències jurídiques i polítiques
- المذهب المالكي و التشريع المعاصر